# Meskerem Mamo
Meskerem Mamo est une athlète éthiopienne née le 13 avril 1999. Elle est spécialiste du 5 000 mètres.

## Biographie
Meskerem Mamo participe à sa première compétition internationale aux championnats d'Afrique de Durban en 2016. A 17 ans, elle termine quatrième du 5000m.
L'année suivante, elle devient championne d'Afrique junior.
En 2018, elle décroche une médaille de bronze aux championnats d'Afrique.

## Palmarès
| Date | Compétition                    | Lieu    | Résultat | Épreuve | Temps          |
| ---- | ------------------------------ | ------- | -------- | ------- | -------------- |
| 2016 | Championnats d'Afrique         | Durban  | 4e       | 5 000 m | 15 min 18 s 06 |
| 2017 | Championnats d'Afrique juniors | Tlemcen | 1re      | 5 000 m | 15 min 37 s 13 |
| 2018 | Championnats d'Afrique         | Asaba   | 3e       | 5 000 m | 15 min 57 s 38 |

## Records
| Épreuve | Épreuve      | Performance    | Lieu     | Date         |
| ------- | ------------ | -------------- | -------- | ------------ |
| 5 000 m | En plein air | 15 min 05 s 21 | Tübingen | 16 juin 2018 |